# Teri Moïse
Teri Moïse (ngày 25 tháng 3 năm 1970 tại Los Angeles, California – ngày 7 tháng 5 năm 2013 tại Madrid, Tây Ban Nha) là một ca sĩ người Pháp gốc Haiti.
Cha mẹ cô di cư từ Haiti đến Nam Trung, Los Angeles. Sau trung học, cô theo học ngành kinh tế tại Đại học California, Berkeley. Năm 1990, cô đến Pháp, nơi cô học Văn học tại Sorbonne và làm việc như một cặp au. Sau khi trở về Hoa Kỳ, cô bắt đầu học tại Học viện Nhạc sĩ Los Angeles.
Năm 1992, Moïse một lần nữa chuyển đến Paris và theo đuổi sự nghiệp âm nhạc với vai trò ca sĩ hợp xướng, người chơi bass và nhạc sĩ. Cuối cùng, cô đã gặp Etienne De Crécy và Stéphane "Alf" Briat, người mà cô cộng tác trong album đầu tay năm 1996 của mình, đã bán được 500.000 bản. Album và hai đĩa đơn Les poèmes de Michelle và Je serai là một trong những bản phát hành Soul Pháp có ảnh hưởng nhất trong thập niên 1990.
Teri Moïse là người chiến thắng cuối cùng của Victoire de la musique trong hạng mục »Artiste phiên dịch ou groupe francophone,« nhận giải thưởng năm 1997.
Cô đã tự sát trong phòng khách sạn của mình ở Madrid, Tây Ban Nha, vào ngày 5 tháng 7 năm 2013.

## Danh sách đĩa hát

### Album
- 1996: Teri Moïse - # 13 tại Bỉ, # 12 tại Pháp
- 1999: Teri Moïse - # 54 tại Pháp

### Đĩa đơn
- 1996: "Les Poèmes de Michelle" - # 30 tại Bỉ, # 11 tại Pháp
- 1996: "Je serai là" - # 4 ở Bỉ, # 8 ở Pháp
- 1998: "Fais semblant" - # 28 tại Pháp
- 1999: "Ngôi sao" - # 89 tại Pháp